# Relaxació (Inquisició)
La relaxació era una de les penes majors imposades per la Inquisició.
Consistia en el lliurament del penitenciat a les autoritats civils per ser ajusticiat i cremat, aquest lliurament es realitzava una vegada finalitzat un acte de fe i duia implicita la confiscació dels béns.
La relaxació es produïa en tres modalitats: en persona, amb la mort física de l'individu, en estàtua, que es feia mitjançant la representació figurada del condemnat i cremats els ossos, que es reservava a persones ja difuntes i, una vegada desenterrada, es cremaven les seves restes.
Generalment s'aplicava als reincidents i als que no es penedien, en ambdós casos se'ls denominava relapses.